# Werner Krämer
Werner Krämer (ur. 23 stycznia 1940 w Duisburgu, zm. 12 lutego 2010 tamże) – niemiecki piłkarz występujący na pozycji napastnika.

## Kariera klubowa
Krämer jako junior grał w klubach DJK Lösort oraz Meidericher SV. W 1958 roku został włączony do jego pierwszej drużyny. Od początku sezonu 1963/1964 startował z klubem w rozgrywkach Bundesligi. Zadebiutował w niej 24 sierpnia 1963 w wygranym 4:1 meczu z Karlsruher SC, w którym zdobył także dwie bramki. W 1964 roku wywalczył z klubem wicemistrzostwo Niemiec. W 1966 roku dotarł z klubem do finału Pucharu Niemiec, ale przegrał tam 2:4 z Bayernem Monachium. W tym samym roku Meidericher SV zmienił nazwę na MSV Duisburg.
W 1967 roku Krämer przeszedł do innego pierwszoligowego zespołu - Hamburgera SV. Pierwszy ligowy mecz w jego barwach zaliczył 19 sierpnia 1967 przeciwko Werderowi Brema (4:1). W 1968 roku dotarł z klubem do finału Pucharu Zdobywców Pucharów, gdzie HSV uległo włoskiemu Milanowi 0:2.
W 1969 roku Krämer został graczem VfL Bochum, grającego w Regionallidze. W 1971 roku awansował z nim do Bundesligi, a w 1973 roku zakończył karierę.

## Kariera reprezentacyjna
W reprezentacji Niemiec Krämer zadebiutował 28 września 1963 w wygranym 3:0 towarzyskim meczu z Turcją. 29 grudnia 1963 w wygranym 4:1 towarzyskim spotkaniu z Marokiem strzelił pierwszego gola w trakcie gry w drużynie narodowej. W 1966 roku Krämer został powołany do kadry na mistrzostwa świata 1966. Zagrał tam w meczu fazy grupowej drugiej rundy z Hiszpanią (2:1). Na tamtym turnieju Niemcy wywalczyli wicemistrzostwo świata, po porażce w finale z Anglią. W latach 1963–1967 w drużynie narodowej Krämer rozegrał 13 spotkań i zdobył 3 bramki.